# Blank
Blank er en kortfilm fra 2003 instrueret af Jesper Maintz Andersen efter eget manuskript.